# جيريكو (مسلسل)
جيركو أو أريحا (بالإنجليزية: Jericho) هو مسلسل درامي أمريكي من إنتاج شبكة باراماونت سي بي إس. المسلسل يحكي قصة سكان بلدة أمريكية تدعى جيركو بعد تعرض عدد من المدن الأمريكية لهجمات نووية.

## الموسم الأول
يتحدث عن سكان بلدة جيركو بعد هجوم نووي على 23 مدينة أمريكية كبري مما ادي لفقدان الطاقة ووسائل الاتصال وعزل جريكو.
الشخصية الأساسية بالمسلسل هو جاك جرين -32 عام-ابن جونستون جرين عمدة جريكو فبعد أن جاء لجريكو لزيارة عائلته أصبح شخصية بالغة الاهمية بها خاصة بد وفاة والده أثناء صراعهم مع بلدة نيو بيرن -التي توشك على اجتياح جريكو لحاجتها للطعام والمؤن-ومن ناحية اخري يتضح من خلال المسلسل ان روربرت هوكينز والذي انتقل للبلدة قبل يومين من التفجيرات ليس من يدعي وانه عبارة عن عميل للمخابرات الأمريكية وكان ضمن فريق مكلف بمهمة ايقاف القنابل النووية قبل أنفجارها إلا أن مهمتهم فشلت بسبب خيانة بعض افراد الفريق.
معا انة يعتبر من المسلسلات الأشهر عالميا.

## الموسم الثاني
يتضح بالجزء الثاني ان الولايات المتحدة الأمريكية قد تم تقسيمها لثلاث دول مختلفة بعد التفجيرات وهم  الولايات المتحدة الأمريكية  وتضم الولايات الشرقية و الولايات المتحالفة الأمريكية وتضم باقي الولايات عدا تكساس وجمهورية تكساس المستقلة.
وتدور أحداث الجزء الثاني حول جيش الولايات المتحالفة بعد أن قام بانهاء الصراع بين جريكو ونيو بيرن وفرض السيطرة على المنطقة، وقام سكان جريكو بالترحيب بالجنود في البداية الا انه بعد أن قامت الحكومة بوضع جريكو تحت الحكم العسكري المتعسف وبعد أن مات أحد سكان جريكو بسبب أعمال المرتزقة تقف جريكو على حافة الثورة.
ومن ناحية اخري يواصل هوكينز البحث عن المسئولين عن التفجيرات والذي يتضح انهم ليسوا ارهابيين من دول خارجية بل مسئولين بمناصب رفيعة بالدولة. فيبدا هوكينز بمحاولات الإيقاع بهم قبل أن ينجحوا في الافلات بفعلتهم.

## الشخصيات
- جاك جرين ابن عمدة جريكو ولعب دوره سكيت الريتش.
- روبرت هوكينز عميل المخابرات الأمريكية ولعب دوره ليني جيمس.
- جراي اندرسون مترشح لعمدة جريكو ولعب دوره ميشيل جاستن.
- ميمي كلارك مندوبة ضرائب ولعب دورها اليسيا كوبولا.
- ايريك جرين ابن عمدة جريكو ولعب دوره كينيث ميتشيل.
- جونستون جرين عمدة جريكو ولعب دوره جيرالد مكراني.
- غايل جرين زوجة جونستون جرين ولعبت دورها باميلا ريد.
- ستانلي ريتشموند مزارع ولعب دوره براد بيير.
- بوني ريتشموند اخت ستانلي الصغري ولعبت دورها شوشاشنه ستيرن.
- هيثر ليسينسكي مدرسة ولعبت دورها سبراجو جرايدين.
- دايل تيرنر مراهق يعمل بمحل غرايس ولعب دوره إريك فريدريكسون.
- اميلي سيوليفان صديقة قديمة لجاك جرين ولعبت دورها اشلي سكوت.

## المدن المستهدفة
- اطلنطا بجورجيا.
- بالتيمور بميريلاند.
- بوسطن بماساشوستس.
- شارلوت بكارولينا الشمالية.
- شيكاغو بالينوي.
- دالاس بتكساس.
- دنفر بكولورادو.
- ديترويت بميشيغان.
- هيوستن بتكساس.
- لورانس بكنساس.
- لوس انجلوس بكاليفورنيا.
- ميامي بفلوريدا.
- مينابوليس بمينيسوتا.
- نورفولك بفيرجينيا.
- فيلادلفيا ببنسيلفانيا.
- هارتفورد بكونتيكت.
- سان دييجو بكاليفورنيا.
- سان فرانسيسكو بكاليفورنيا.
- سياتل بواشنطن.
- واشنطن العاصمة.
- بيتسبرغ ببنسلفانيا.
- فينيكس باريزونا.
- مدينة سيدار يوتا.

وكانت هناك قنبلتان لنيويورك وكولومبوس، إلا أن قنبلة نيويورك تم اعتراضها عن طريق سلطات الأمن كنتيحة لتشديد الاجراءات الأمنية بعد هجمات 11 سبتمبر، اما قنبلة كولومبوس فقد كان هوكينز هو المكلف بها ولكنه بدلا من تفجيرها ذهب بها الي جريكو.

## روابط خارجية
- جيريكو على موقع IMDb (الإنجليزية)
- جيريكو على موقع ميتاكريتيك (الإنجليزية)
- جيريكو على موقع روتن توميتوز (الإنجليزية)
- جيريكو على موقع نتفليكس (الإنجليزية)
- جيريكو على موقع كينوبويسك (الروسية)
- جيريكو على موقع ألو سيني (الفرنسية)
- جيريكو على موقع قاعدة بيانات الفيلم (الإنجليزية)